# Качество государственного управления
Эффективное управление (англ. good governance, также «хорошее управление») — новая концепция государственного управления, которая не имеет в русском языке точного эквивалента. Впервые теория была предложена в 1997 году в документах Программы развития ООН. В этих документах эффективное государственное управление рассматривается как осуществление экономической, политической и административной власти в целях руководства делами страны на всех уровнях. Предполагается, что управление строится на основе принципов разделения властей, народовластия, выборности и сменяемости высших должностных лиц, подотчётности институтов исполнительной власти, верховенства закона, политического плюрализма, инклюзивности и открытости, партисипативности, независимости СМИ, имеет демократический характер. Одновременно эффективность управления понимается как достижение целей в установленные сроки и с минимальными затратами общественных ресурсов. Сочетание демократичности и эффективности взаимно предполагают и обуславливают друг друга.
«Good Governance» обозначает степень соответствия деятельности государственных служащих ключевым ценностям государственного управления. Понятие «ключевых ценностей» принимает разное значение в зависимости от того, какой подход к государственному управлению (правовой, политический или менеджеристский) используется для оценки деятельности государственных служащих.
Широко используемая в мире методика ООН по оценке «качественного управления» учитывает ключевые ценности различных подходов:
- Ценности правового подхода
  - Верховенство права (rule of law) — наличие справедливых законов и действенная защита прав человека, особенно для демократических меньшинств.
  - Равенство и недискриминация (equity and inclusiveness) — равный подход ко всем гражданам.
- Ценности политического подхода
  - Участие (participation) — участие граждан в процессе принятия государственных решений, как непосредственное, так и через организации гражданского общества
  - Оперативность (responsiveness) — административные процессы в разумное время обеспечивают вовлечение и дают возможность участия всех заинтересованных лиц.
  - Ориентация на консенсус (consensus oriented) — используются механизмы посредничества и иные способы для достижения общего согласия при принятии решений в интересах всех членов общества.
- Ценности менеджеристского подхода
  - Результативность и эффективность (effectiveness and efficiency) — органы власти производят результаты, которые удовлетворяют общественные ожидания, и в то же время наилучшим образом используют ресурсы, находящиеся в их распоряжении, заботясь о воспроизводстве этих ресурсов.
- Универсальные организационные ценности
  - Прозрачность (transparency)
  - Подотчётность (accountability)

Наряду с политическими, правовыми и менеджеристскими ценностями в методике ООН можно выделить «универсальные организационные ценности» (прозрачность и подотчетность), которые относятся не к конкретному содержанию деятельности органов власти, а к решению характерной для любой организации агентской проблемы. Именно одновременное наличие прозрачности и подотчетности является предварительным условием решения проблемы качества государственного управления и позволяет обеспечить реализацию ключевых ценностей государственного управления. Без наличия необходимой информации о деятельности государственных служащих, нельзя ими управлять (использовать «кнут и пряник»). Без возможности управлять информация о деятельности государственных служащих не имеет полезного применения.
Строительство электронного государства влияет, прежде всего, на реализацию универсальных организационных ценностей государства (прозрачности и подотчетности), только косвенно затрагивая осуществление остальных ценностей государственного управления. В электронном государстве прозрачность обеспечивается за счет обеспечения доступа граждан к информации государства Архивная копия от 2 марта 2008 на Wayback Machine, подотчетность — за счет придания в рамках государственного учета Архивная копия от 2 марта 2008 на Wayback Machine раскрываемой информации официального статуса, а также аудита государственных информационных систем Архивная копия от 2 марта 2008 на Wayback Machine, который позволит реализовать требования государственного учёта и обеспечения доступа к информации.
В докладе Всемирного экономического форума в 2013 году содержатся требования к функционированию государственного управления в новых условиях. В частности, в докладе говорится о принципе F.A.S.T. (flatter, agile, streamlined, tech-enabled), который предлагается взять за основу оценки деятельности органов публичного управления (flatter — «плоский», доступный; agile — подвижный, streamlined — хорошо налаженный, четкий, организованный, and tech-enabled технически оснащенный). Принцип FAST предполагает, что органы публичного управления должны, сохранив все свои основные базовые качества, усилить их через применение более инновационных, эффективных (effective) и результативных (efficiency) практик. В деятельности органов публичного управления должно быть меньше «суеты и спешки», но больше оперативности в переходе на лучшее качество государственных слуг и к «ответственному правительству».